# KV de Zwaluwen
Korfbalvereniging de Zwaluwen is een Nederlandse korfbalvereniging uit de Gelderse plaats Zevenaar, opgericht in 1956. De clubkleuren zijn blauw en wit. KV de Zwaluwen speelt sinds eind jaren '60 op Sportpark Hengelder. In de wintermaanden wordt er gespeeld in sporthal Heerenmäten.
In 1911 werd de eerste korfbalwedstrijd gespeeld door een vereniging uit Zevenaar, genaamd 't Körfke. In 1921 werd T.O.V.O.L opgericht. In 1938 was er een Rooms-Katholieke dameskorfbalteam actief. Sinds 1940 was de vereniging onder de naam KV de Zwaluwen actief en zij werd formeel opgericht in 1956.
Het eerste team speelt op het veld derde klasse en in de zaal tweede klasse. Sinds de zomer van 2012 beschikt de vereniging over twee kunstgrasvelden. KV de Zwaluwen telt 7 jeugdteams en 4 seniorenteams. Het eerste, tweede en het derde team spelen op wedstrijdkorfbalniveau. 
Op 6 maart 2010 promoveerde het eerste team naar de 1e klasse onder leiding van coach Albert Langendoen. In seizoen 2011/2012 degradeerde het weer naar de 2de klasse. De vereniging is gegroeid van 100 leden in 1993 tot 170 leden in 2007. In de tien jaar daarna schommelde het ledental van de vereniging rond dat aantal.

## Geschiedenis
De twee eerste actieve korfbalteams in de regio waren 't Körfke uit Zevenaar en Volharding uit Lobith. Zij deden in 1911 mee met een toernooi op het terrein van Vitesse, waarbij de Zevenaarse ploeg werd aangesterkt met spelers uit Arnhem. Waar in Zevenaar in de periode daarna een tijdje niet meer gekorfbald werd, had in Rijnwaarden de sport een grote achterban gekregen. Op 13 maart 1920 werd te Arnhem de Geldersche Korfbal Bond (GKB) opgericht. Deze bond was de regionale bond onder het NKB. De eerste vermelding van de Nederlandse Heren Korfbal Bond (NHKB) dateert van 1921. Dit was een landelijke bond voor herenkorfbal, die overigens met name in de regio Gelderland actief was. De regels van de NHKB verschilden iets van de regels van de Nationale Korfbal Bond NKB, en het spel werd door verenigingen in andere bonden als ruwer ervaren. Ook speelde men bij de NHKB met 9 spelers verdeeld over 3 vakken, en niet met de gebruikelijke 12 spelers. 

### Korfbal in Rijnwaarden
In Rijnwaarden waren meerdere verenigingen actief. Met name Lobith was goed vertegenwoordigd. Deze verenigingen waren in hetzelfde tijdvak actief. De eerste vereniging (Volharding) begon in 1909. In Lobith speelden Volharding, Togido (later DES) en De Zwaluw. In Pannerden was een club genaamd SSS. Alle teams, op De Zwaluw na, speelden in de NHKB.
De NHKB bestond uit een eerste en tweede klasse. De tweede klasse was opgedeeld in noord, de Liemers, en zuid, Nijmegen.

#### Volharding
Dit is de oudste vereniging in Rijnwaarden en zij is opgericht in 1910. Volharding was een Rooms-Katholieke vereniging. De eerste bekende wedstrijd was tegen een ploeg uit Aerdt met dezelfde naam. Het team uit Lobith won met 4-0. Op het toernooi op het terrein van Vitesse in 1911 speelde Volharding een mannenwedstrijd tegen een ploeg uit Apeldoorn en dat team ontving de prijs voor de meeste doelpunten uit handen van Nico Broekhuysen. In de jaren daarna werd Volharding meerdere malen kampioen in de tweede klasse noord van de NHKB. In 1912, 1913 en 1914 streed de club elk jaar tegen Wilhelmina uit Hatert om het NHKB kampioenschap. 
Op 7 mei 1922 hield Volharding een toernooi ter ere van haar 12½ jarig bestaan. Volharding was naast medeoprichter van de NHKB ook de oudste club binnen de bond.
In het seizoen 1925 werd Volharding's lidmaatschap opgezegd wegens wanbetaling en kwam er na 15 jaar een einde aan het bestaan van de vereniging.

#### Togido (Tot Ons Genoegen Is Dit Opgericht) / DES (Door Eendracht Sterk)
In 1921 is de eerste vermelding van de Lobithse vereniging. Op 6 maart 1921 speelden ze hun eerste wedstrijd tegen Victoria uit Didam. Togido bestond op dat moment uit twee teams en speelde in een wit tenue. Op zondag 8 mei 1921 heeft Togido een demonstratiewedstrijd gespeeld in Zevenaar. Er waren meer dan 800 toeschouwers. Men schreef dat men zeker was dat er een korfbalclub opgericht ging worden in Zevenaar. 
Op 18 september 1921 werd het eenjarig jubileum van Togido gevierd met een toernooi in Lobith. In 1923 ging Togido samen met een voetbalclub en veranderde haar naam in DES. In het jaar 1924 had de vereniging een schuld openstaan bij de NHKB. In 1925 werd het lidmaatschap van DES opgezegd vanwege wanbetaling.

#### De Zwaluw
De Zwaluw was een vereniging die vanaf 1924 in de Geldersche Korfbal Bond (GKB) speelde. De heren van dit team speelden hiervoor, en waarschijnlijk ook tijdens deze periode, mannenkorfbal bij de NHKB. De club werd opgericht door de heer J. Koopmans, oud speler van Wordt Kwiek uit Jubbega. Later was hij coach van Korfbal Vijfde Driejarige (KVD) te Amsterdam. 
Het feit dat de Zwaluw voortkwam uit spelers uit een herenkorfbalteam was aanleiding voor een polemiek tussen KV Noviomagum uit Nijmegen en de vereniging uit Lobith. Het spel bij de NHKB was harder dan het spel bij de gemengde GKB. De Nijmegenaren beschuldigden de Zwaluw dan ook van ruw spel. Beide verenigingen verweten elkaar het verdraaien van feiten over verdedigd scoren en het uitvallen van dames. De korfballers uit Nijmegen beschuldigden spelers van De Zwaluw ervan dat ze meerde malen op de ruggen van tegenstanders sprongen. Noviomagum diende een klacht tegen de Zwaluw in bij de Geldersche Korfbal Bond. Later speelde Noviomagum thuis tegen De Zwaluw. Tijdens deze wedstrijd werd er netter gespeeld door de Lobithse korfballers en is de kortstondige discussie afgesloten.
Na 1924 is er geen vermelding meer van de Zwaluw. Beide zusterverenigingen bij de NHKB hebben in het jaar erna het lidmaatschap opgezegd.

#### SSS
In 1922 werd in Pannerden een herenkorfbalclub opgericht met dank aan Togido uit Lobith. De club bestond uit 18 leden.

### Korfbal in Zevenaar
In Zevenaar werd in verschillende periodes gekorfbald. De eerste wedstrijd werd gespeeld in het jaar 1911. Daarna was er in 1922 een periode dat de sport beoefend werd. In 1938 werd een dameskorfbalwedstrijd gespeeld en vanaf 1940 werden de fundamenten gelegd voor de huidige vereniging.

#### 't Körfke
Op 25 mei 1911, hemelvaartsdag, werd de Nederlandse Korfbaldag op het terrein van Vitesse georganiseerd om de sport in deze regio bekender te maken. Hier waren afgevaardigden uit Zevenaar aanwezig onder de naam 't Körfke. Op deze dag hebben ze een toernooi gespeeld in de 4de klasse. Van T.K.C uit Tiel werd gewonnen met 5-0 wegens het niet op komen dagen van de tegenstander. Van N.O.A.D uit Arnhem wonnen ze met 7-0. Aan het eind van de dag mochten ze de eerste prijs in de klasse in ontvangst nemen.

#### T.O.V.O.L. (Tot Oefening Van Ons Lichaam)
Op 2 juni 1921 werd in café "Wielerrust" een vergadering belegd tot het oprichten van een korfbalclub. Bij de oprichting bestond de club uit 20 leden. J. Smit was de eerste voorzitter van de club. In maart 1923 werd T.O.V.O.L lid van de G.K.B. Gespeeld werd er op een veld bij openluchtzwembad de Breuly. Op zondag 21 mei 1922 speelde die club mee op een toernooi in Nijmegen georganiseerd door KV Noviomagum. Daar haalde zij de tweede prijs in de Tweede Klasse B. Op zondag 3 december 1922 werd een toernooi georganiseerd door T.O.V.O.L te Zevenaar. Dit moest er mede voor zorgen dat de sport populairder werd in de omgeving van Zutphen en Lochem. Bij dit toernooi waren de volgende verenigingen aanwezig: Achilles (Nijmegen), T.H.O.R (Zutphen), Rapiditas (Zutphen), Swift (Wageningen), Z.K.C (Zutphen), Quick (Arnhem), Be Quick (Nijmegen), T.O.V.O.L (Zevenaar), Mercedes (Velp) en E.K.C.A (Arnhem). De winnaar van dit toernooi was E.K.C.A 3. De sport kreeg in die tijd veel steun van de toenmalige burgemeester Jhr. van Nispen tot Pannerden. Sport was een middel van de Rooms-Katholieke kerk en de lokale overheid om drankmisbruik te voorkomen. De vereniging beschikte over een eigen locatie, waaraan opnieuw de burgemeester een grote bijdrage had geleverd.

#### KV de Zwaluwen
KV de Zwaluwen werd in oktober 1940 lid van de GKB. De vereniging was in 1940 geboren uit gymnastiekvereniging "Jonge Kracht". De maanden hiervoor werd door Jan Gijsen, lid van E.K.C.A., promotie gemaakt om in Zevenaar een vereniging te starten. Belangrijke reden was dat Zevenaar makkelijk te bereiken was op de fiets. Op 10 augustus 1940 zijn twee E.K.C.A.-teams afgereisd naar Zevenaar om een wedstrijd tegen de Zevenaarse ploeg te spelen. Tot de oprichters van de vereniging behoorde Jan Gijsen, Koos van Petegem Arend Gerritsen en Henk Kruissink. Op zaterdagmiddag 7 september speelden zij hun eerste wedstrijd tegen een team van Wilskracht uit Arnhem. De vereniging schreef zich op 30 september 1940 in bij de G.K.B. Tijdens de Tweede Wereldoorlog trok ze vereniging zich terug uit de competitie door een tekort aan jonge heren. Veel spelers moesten onderduiken of werken in Duitsland. In 1942 en 1944 deden de Zwaluwen wel mee met een paastoernooi bij korfbalvereniging Mercedes te Arnhem. Na de bevrijding zijn de leden van de Zwaluwen snel (al in mei) bij elkaar gekomen. Vier leden van de club hebben het oorlogsgeweld niet overleefd. De vereniging maakte gebruik van het terrein van de hervormde kerk. Dit leverde echter wat problemen op. Zevenaar bestond toentertijd voor het grootste gedeelte uit katholieken. De vereniging moest de katholieke leden dus bedanken wat resulteerde in een afname van leden. Hierdoor moesten ze zelfs terugtrekken met een team uit de competitie.
Rond 1952 werd de activiteit bij de vereniging steeds minder. Vier jaar later werd er nieuw leven in geblazen door Jan van Etten. 

De officiële oprichtingsdatum van KV de Zwaluwen was 15 september 1956.

## Competitieresultaten 2001 - 2025

### Zaal
| 1 2? |

| 8 2D |

| 8 2D |

| 3 3C |

| 2 3D |

| 2 3C |

| 4 3D |

| 1 3C |

| 4 2D |

| 7 2D |

| 1 3H |

| 1 2C |

| 6 1D |

| 8 1E |

| 8 2D |

| 1 3L |

| 3 2C |

| 2 2D |

| 2 2I |

| 7 2C |

| 5 3A |

| 6 3D |

| * |

| 1** 3CB |

| 2 2D |

| 4 1E |

| 2 1C |

| Eerste klasse | Tweede klasse | Derde klasse | * Geen competitie i.v.m COVID-19 | ** Verkorte competitie i.v.m COVID-19 |

### Veld
Vanaf seizoen 2024-2025 is de veldcompetitie in twee competities opgesplitst. Achter het jaartal staat een V voor voorjaar en een N voor najaar.
| ? 2A |

| ? 2D |

| ? 2D |

| ? 3 |

| 8 2C |

| 2 3C |

| 3 3D |

| 5 3D |

| 1 3C |

| 5 2D |

| 4 2D |

| 4 2D |

| 6 2D |

| 1 2D |

| 7* 1E |

| 8 1B |

| 5 2D |

| 6 2H |

| 4 2D |

| 4 2H |

| 5 2D |

| 5 2D |

| 7 2D |

| 4 3C |

| 6** 3E |

| 2 3E |

| 1 2-05 |

| 3 1-04 |

| 4 1-05 |

| 2 2-04 |

| Eerste klasse | Tweede klasse | Derde klasse | * Degradatiewedstrijd gewonnen | ** Vroegtijdig gestopt i.v.m COVID-19 |

In elke staaf van de grafiek staat van boven naar beneden vermeld: 
- Eindnotering

Dit is de positie die de club heeft bereikt in de competitie, zonder eventuele beslissingswedstrijden die nodig zijn geweest om bijvoorbeeld de kampioen of degradant van de competitie te bepalen.
In bovenstaand geval staat een * aangegeven met een verwijzing naar de legenda voor een korte uitleg.
Staat er xx op de positie van de notering, dan heeft de club vroegtijdig de competitie verlaten. Dit kan onder andere komen door terugtrekking van het team, faillissement van de club of door een uitgedeelde straf van de KNKV. In veel gevallen staat elders in het artikel de reden vermeld.
- Competitieniveau en/of afdelingsletter

Hierbij geeft het getal het niveau weer, dat ook terug te vinden is in de legenda. De letter is de afdelingsaanduiding en wordt gebruikt wanneer er meer afdelingen zijn op hetzelfde niveau. De afdelingsletter is altijd een hoofdletter en wordt meestal zonder nummer gebruikt.
Voorbeeld: 2F is niveau 2e klasse competitie F.
- Hoogte staaf

De hoogte wordt bepaald door het niveau van dat competitiejaar. Binnen dat niveau wordt de hoogte bepaald door de eindpositie van dat competitiejaar. Dit geldt alleen voor de top- en wedstrijdkorfbalklasses. De breedtekorfbalklasses en midweekklasses hebben maar één niveau.
Onder de staaf staat het jaartal vermeld waarin het seizoen is afgesloten. 15 verwijst naar het seizoen 2014/15 en/of eventueel op het seizoen 1914/15.
| Seizoen | Zaal                           | Zaal    | Veld                | Veld    | Hoofdtrainer         |
| Seizoen | Klasse                         | Positie | Klasse              | Positie | Hoofdtrainer         |
| --- | ------------------------------ | ------- | ------------------- | ------- | -------------------- |
| 1976 / 1977 | 3e klasse oost                 | 5e      | 3e klasse oost      | 6e      | Teun Olthof          |
| 1977 / 1978 | 3e klasse oost                 | 3e      | 3e klasse oost      | 5e      | Gos de Wit           |
| 1978 / 1979 | 3e klasse oost                 | 3e      | 3e klasse oost      | 5e      | Gos de Wit           |
| 1979 / 1980 |                                |         | 3e klasse oost      | 8e      | Frans Eijsink        |
| 1980 / 1981 |                                |         | Afd. Gld. 1e klasse | 1e      | Frans Eijsink        |
| |                                |         |                     |         |                      |
| 1998 / 1999 | 3e klasse                      | 1e      |                     |         | Henk Peelen          |
| 1999 / 2000 | 2e klasse                      | 8e      |                     |         | Henk Peelen          |
| 2000 / 2001 | 2e klasse                      | 7e      | 2e klasse           | 8e      | Ruud Jurriens        |
| 2001 / 2002 | 3e klasse                      | 3e      | 3e klasse           | 2e      | Martin van den Brink |
| 2002 / 2003 | 3e klasse                      | 2e      | 3e klasse           | 3e      | Martin van den Brink |
| 2003 / 2004 | 3e klasse                      | 2e      | 3e klasse           | 5e      | Martin van den Brink |
| 2004 / 2005 | 3e klasse                      | 4e      | 3e klasse           | 1e      | Ruud Baerends        |
| 2005 / 2006 | 3e klasse                      | 1e      | 2e klasse           | 5e      | Ruud Baerends        |
| 2006 / 2007 | 2e klasse                      | 4e      | 2e klasse           | 4e      | Ruud Baerends        |
| 2007 / 2008 | 2e klasse                      | 7e      | 2e klasse           | 4e      | Henk Peelen          |
| 2008 / 2009 | 3e klasse                      | 1e      | 2e klasse           | 6e      | Albert Langendoen    |
| 2009 / 2010 | 2e klasse                      | 1e      | 2e klasse           | 1e      | Albert Langendoen    |
| 2010 / 2011 | 1e klasse                      | 6e      | 1e klasse           | 7e *1   | Albert Langendoen    |
| 2011 / 2012 | 1e klasse                      | 8e      | 1e klasse           | 8e      | Laura van den Haak   |
| 2012 / 2013 | 2e klasse                      | 8e      | 2e klasse           | 5e      | Mark Moolhuijzen     |
| 2013 / 2014 | 3e klasse                      | 1e      | 2e klasse           | 6e      | Mark Moolhuijzen     |
| 2014 / 2015 | 2e klasse                      | 3e      | 2e klasse           | 4e      | Adrie de Leeuw       |
| 2015 / 2016 | 2e klasse                      | 2e      | 2e klasse           | 4e      | Adrie de Leeuw       |
| 2016 / 2017 | 2e klasse                      | 2e      | 2e klasse           | 5e      | Adrie de Leeuw       |
| 2017 / 2018 | 2e klasse                      | 7e      | 2e klasse           | 5e      | Harald Vogd          |
| 2018 / 2019 | 3e klasse                      | 5e      | 2e klasse           | 7e      | Harald Vogd          |
| 2019 / 2020 | 3e klasse                      | 6e      | 3e klasse           | 4e      | Peter Beenen         |
| 2020 / 2021 | 3e klasse                      | *2      | 3e klasse           | 6e      | Peter Beenen         |
| 2021 / 2022 | 3e klasse                      | 1e      | 3e klasse           | 4e      | Peter Beenen         |
| 2022 / 2023 | 2e klasse                      | 2e      | 3e klasse           | 2e      | Michel Ligt          |
| 2023 / 2024 | 1e klasse                      | 4e      | 2e klasse           | 1e      | Michel Ligt          |
| 2023 / 2024 | 1e klasse                      | 4e      | 1e klasse           | 3e      | Michel Ligt          |
| 2024 / 2025 | 1e klasse                      | 2e      | 1e klasse           | 4e      | Michel Ligt          |
| 2024 / 2025 | 1e klasse                      | 2e      | 2e klasse           | 2e      | Michel Ligt          |
| \| \| Promotie \| \| \| Degradatie \| \| *1 \| Degradatiewedstrijd gewonnen \| \| *2 \| Geen competitie i.v.m COVID-19 \| |                                |         |                     |         |                      |
| | Promotie                       |         |                     |         |                      |
| | Degradatie                     |         |                     |         |                      |
| *1 | Degradatiewedstrijd gewonnen   |         |                     |         |                      |
| *2 | Geen competitie i.v.m COVID-19 |         |                     |         |                      |

## Hoofdtrainers
| Seizoen     | Hoofdtrainer                                 |
| ----------- | -------------------------------------------- |
| 1939 - 1940 | J. TH. Gijsen                                |
| 1940 - 1942 | J. Wassink                                   |
| 1945 - 1946 | J. TH. Gijsen                                |
| 1946 - 1947 | Wim ter Maat                                 |
| 1948 - 1949 | Jac. van Petegem                             |
| 1949 - 1950 | J. Wassink                                   |
|             |                                              |
| 1959 - 1960 | J. Willemsen                                 |
|             |                                              |
| 1962 - 1964 | B. Snellenburg                               |
| 1965 - 1966 | ?. Lantau                                    |
|             |                                              |
| 1966 - 1967 | B. Snellenburg                               |
|             |                                              |
| 1973 - 1975 | Gos de Wit                                   |
| 1975 - 1976 | Teun Olthof                                  |
| 1976 - 1979 | Gos de Wit / Hans Verver                     |
| 1979 - 1983 | Frans Eijsink                                |
| 1983 - 1984 | H. Bakker                                    |
| 1984 - 1985 | Frans Eijsink                                |
| 1985 - 1986 | L. Bosman                                    |
| 1986 - 1988 | H. Karman                                    |
|             |                                              |
| 1990 - 1992 | Theo Smits                                   |
| 1992 - 1995 | Anton Kruiderink                             |
| 1995 - 1997 | Herman van de Brink (tot 2e wedstrijd zaal)  |
| 1996 - 1997 | Martin de Jager (na 2 wedstrijden in de zaal |
| 1997 - 2000 | Henk Peelen                                  |
| 2000 - 2001 | Ruud Jurriens (t/m de zaal)                  |
| 2000 - 2001 | Peter Koops (tweede helft veld)              |
| 2001 - 2003 | Martin van de Brink                          |
| 2004 - 2007 | Ruud Baerends                                |
| 2007 - 2008 | Henk Peelen                                  |
| 2008 - 2011 | Albert Langendoen                            |
| 2011 - 2012 | Laura van den Haak                           |
| 2012 - 2013 | Mark Moolhuijzen                             |
| 2014 - 2017 | Adrie de Leeuw                               |
| 2017 - 2019 | Harald Vogd                                  |
| 2019 - 2022 | Peter Beenen                                 |
| 2022 - ...  | Michel Ligt                                  |